# Walter Osterwalder
Walter Eduard Osterwalder-Cador (* 20. August 1934 in Rapperswil-Jona; † 9. Februar 2016) war ein Schweizer Ruderer. Er nahm an den Olympischen Spielen 1960 in Rom mit dem Achter teil. Die Mannschaft erreichte den Final nicht und schied im Hoffnungslauf aus.